# FC Cowlairs
Der FC Cowlairs (Football Club Cowlairs) war ein schottischer Fußballverein aus der Region Cowlairs in Glasgow, welcher von 1876 bis 1896 existierte. Der Verein war 1890 eines der Gründungsmitglieder der Scottish Football League und spielte während seiner Zeit in der Liga im Springvale Park.

## Geschichte
Der Verein wurde im Jahr 1876 in Cowlairs, einem Gebiet im heutigen Glasgower Stadtteil Springburn, von Arbeitern der Cowlairs Railway gegründet. Das Gebiet wuchs in dieser Zeit sehr schnell aufgrund seiner Bedeutung für die Eisenbahnindustrie in Glasgow. In den Anfangsjahren war der Verein Mitglied der Glasgow Football Association. Im Jahr 1881 trat der Verein zum ersten Mal im schottischen Pokal an und erreichte die vierte Runde, in der man mit 0:1 gegen den FC St. Mirren verlor.
Gegen Ende des Jahrzehnts wuchs der Ruf von Cowlairs. In den Jahren 1886 bis 1887 traten sie im englischen FA Cup an. Der Verein hatte zu dieser Zeit die beiden schottischen Nationalspieler Tom McInnes und John McPherson in ihren Reihen.
Cowlairs war einer von elf Vereinen die im Jahr 1890 die Scottish Football League gründeten. In der ersten Saison belegten sie den letzten Tabellenplatz. Die Regularien der Liga sahen vor, dass sich am Saisonende die drei schlechtesten platzierten Teams zur Wiederwahl stellen mussten. Cowlairs das sich zuvor nach Vorwürfen von Professionalität einer Überprüfung stellen musste, erhielt keine Wiederwahl. Obwohl der Verein in der folgenden Saison nicht an einem Ligawettbewerb teilnahm, feierte er den größten Erfolg im schottischen Pokal als erst im Viertelfinale gegen den späteren Sieger Celtic Glasgow das Aus kam.
Vor der Saison 1892/93 trat Cowlairs der Scottish Alliance bei und wurde direkt Meister. Am Ende der Saison wurde der Verein nicht wieder in die oberste Liga gewählt, stattdessen trat das Team für die Saison 1893/94 in der neuen Division Two an. Cowlairs verlor im Jahr 1894 das Finale des Glasgow Cup gegen die Glasgow Rangers mit 0:1.
Die Rückkehr von Cowlairs zum Ligafußball begann mit dem zweiten Platz in der Saison 1893/94 hinter Hibernian Edinburgh. Der Verein befand sich im folgenden Jahr in finanziellen Problemen und belegte 1894/95 den letzten Platz in der Division Two. Anschließend verließ Cowlairs den Springvale Park und kehrte in den Gourlay Park zurück. Der Verein wurde 1896 aufgelöst.

## Stadion
Cowlairs spielte ursprünglich im Gourlay Park, zog aber nach dem Beitritt zur Scottish Football League in den Springvale Park. Nachdem sie die Liga 1895 verlassen hatten, kehrten sie in den Gourlay Park zurück.

## Ehemalige bekannte Spieler
- Tom McInnes
- John McPherson
- George Adams